# Епархия Синопа
Епархия Синопа (лат. Dioecesis Sinopensis) — епархия Римско-католической церкви c центром в городе Синоп, Бразилия. Епархия Синопа входит в митрополию Куябы. Кафедральным собором епархии Синопа является собор Святейшего Сердца Иисуса.

## История
6 февраля 1982 года Римский папа Иоанн Павел II издал буллу Quo aptius spirituali, которой учредил епархию Синопа, выделив её из архиепархии Диамантины.
23 декабря 1997 года епархия Синопа передала часть своей территории для возведения новой территориальной прелатуре Паранатинги.
9 сентября 2007 года в Синопе был освящён новый кафедральный собор Святейшего Сердца Иисуса.

## Ординарии епархии
- епископ Henrique Froehlich (25.03.1982 — 22.03.1995);
- епископ Gentil Delázari (22.03.1995 — 20.01.2016);
- епископ Canísio Klaus (20.01.2016 — по настоящее время).

## Источник
- Annuario Pontificio, Ватикан, 2007
- Булла Quo aptius spirituali  (лат.)